# .ar
.ar ist die länderspezifische Top-Level-Domain (ccTLD) des Staates Argentinien. Sie wurde am 23. September 1987 eingeführt und zählt damit zu den ältesten Adressen überhaupt. Delegiert wurde sie offiziell an das sogenannte Secretaría Legal y Técnica (Deutsch etwa Ministerium für Technologie), den operativen Betrieb übernimmt allerdings die Vergabestelle NIC Argentina.

## Eigenschaften
Für die Anmeldung einer .ar-Domain sind zwar kein Wohnsitz oder eine Niederlassung im Land notwendig, jedoch müssen sowohl Inhaber als auch der administrative Ansprechpartner eine argentinische Postanschrift für die Kommunikation mit der Vergabestelle vorweisen. Daher müssen Ausländer praktisch immer auf einen Treuhänder zurückgreifen, um eine .ar-Domain zu registrieren. Insgesamt darf eine .ar-Domain auch nur zwischen drei und 19 Zeichen lang sein, was im Vergleich zu anderen ccTLDs sehr kurz ist. Zunächst konnten nur alphanumerische Zeichen genutzt werden, seit September 2008 werden aber auch internationalisierte Domainnamen mit Zeichen aus dem Spanischen und Portugiesischen unterstützt.
Im Gegensatz zu anderen Top-Level-Domains besitzt .ar eine besondere Einschränkung: Jede natürliche oder juristische Person darf maximal 200 .com.ar- oder .org.ar-Domains besitzen. Die Vergabestelle versucht auf Anweisung des Außenministeriums, dadurch den Handel mit .ar-Domains zu kontrollieren und Missbrauch vorzubeugen.

## Subdomains
Seit einigen Jahren werden .ar-Domains ausschließlich als Third-Level-Domain vergeben. (Einige Adressen direkt unterhalb von .ar existieren weiterhin und genießen Bestandsschutz.) Auf zweiter Ebene existieren zahlreiche Bereiche, die sich an bestimmte Interessenten richten beziehungsweise diesen sogar ausdrücklich vorbehalten sind:
- .com.ar für den allgemeinen Gebrauch
- .edu.ar für Bildungseinrichtungen
- .gov.ar für die argentinische Regierung
- .int.ar für internationale Unternehmen
- .mil.ar für das argentinische Militär
- .net.ar für Internetdienstleister
- .org.ar für gemeinnützige Organisationen
- .tur.ar für Unternehmen der Tourismusbranche

Zuletzt kam im August 2009 noch die Second-Level-Domain .banco.ar hinzu. Sie geht auf eine Initiative der argentinischen Regierung und der Banken des Landes zurück, die dadurch die Sicherheit im Electronic Banking erhöhen und insbesondere Phishing verhindern wollen. Eine Registrierung von entsprechender Domains ist nur offiziell zugelassenen Kreditinstituten gestattet.

## Bedeutung
Die Top-Level-Domain verzeichnete ein kontinuierliches Wachstum in den letzten Jahren: Seit 2005 gehört sie zu den zehn beliebtesten länderspezifischen Domains, nach .br und beispielsweise vor .it. Diese Position konnte .ar auch in den folgenden Jahren halten, selbst während der Wirtschaftskrise und dem damit einhergehenden Einbruch des Domain-Marktes 2009 stieg die Zahl der .ar-Adressen.